# Фалстарт (филм)
„Фалстарт“ (на английски: Failure to Launch) е американски игрален филм (романтична комедия) от 2006 година на режисьора Том Дей, по сценарий на Том Дж. Астле и Мат Ембър. Музиката е композирана от Ролфе Кент. В главните роли участват актьорите Матю Макконъхи и Сара Джесика Паркър. Филмът излиза на екран от 10 март 2006 г.

## Дублажи

### Диема Вижън (2009)
| Преводач            | Захари Генчев                                                              |
| Тонрежисьор         | Венцислав Станков                                                          |
| Режисьор на дублажа | Димитър Кръстев                                                            |
| Озвучаващи артисти  | Ани Василева Даниела Йорданова Силви Стоицов Камен Асенов Здравко Методиев |

### Медиа Линк(2017)
| Преводач            | Александър Владовски                                                     |
| Тонрежисьор         | Емил Енев                                                                |
| Режисьор на дублажа | Милена Манчева                                                           |
| Озвучаващи артисти  | Силвия Лулчева Яница Митева Николай Николов Георги Стоянов Симеон Владов |